# Encyclopédie
Encyclopédie, ou dictionnaire raisonné des sciences, des arts et des métiers ("Encyklopedi, eller kritisk ordbog over videnskaberne, kunsterne og håndværkene") var et leksikon udgivet i Frankrig mellem 1751 og 1772 med supplementsbind og rettelser i 1772, 1777 og 1780. I Danmark annonceredes en dansk oversættelse af encyklopædien i 1779. Der blev opskrevet talrige subskribenter til værket, men på grund af modstand fra Guldberg-styret måtte projektet skrinlægges.

## Forløbere for l'Encyclopédie
Mens alle tidligere encyklopædiske værker var skrevet af en enkelt mand, introducerer Encyklopædien for første gang en stab af fagmænd på alle områder, som arbejder sammen på frembringelsen af en oversigt over den menneskelige viden.
Ephraim Chambers Cyclopædia, der udkom 1728, havde gjort megen lykke, og et fransk forlæggerfirma Lebreton og Briasson fik den idé at lade den oversætte. Der opstod uenighed mellem forlæggere og udgivere, og efter forskellige forhandlinger blev det i 1745 overdraget Denis Diderot at skabe en fransk encyklopædi efter en helt ny plan. Diderot viste sig at være yderst egnet til det. Han havde givet sig lidt af med næsten alt, forstod sig på naturvidenskab, matematik, filosofi, kunst og litteratur, han var en dygtig kritiker og en livlig skribent, kort sagt, han var en af de mest fremtrædende af de lærde "filosoffer". Han tog matematikeren Jean le Rond d'Alembert til medredaktør, og de to udarbejdede i fællesskab planen til værket. De tog hånd om opgaven med en oplysningstiden typisk opfattelse af menneskets plads i verden: Det gjaldt om i ordbogsform at fremstille videnskabernes, kunstens og industriens udvikling, give et samlet overblik over den søgende menneskeånds virksomhed, kulturens fremskridt og oplysningens sikre og uimodståelige vækst, og gennem en sådan klar fremstilling uden alt for fremtrædende polemisk tendens at rejse en forsvarlig mur mod filosoffernes hårdnakkede fjender, fordomme, overtro og blind konservatisme.

## Værkets plan
De opnåede et kongeligt privilegium på bogen, Diderot udsendte en subskriptionsindbydelse, hvori han kort gjorde rede for værkets plan, og d'Alembert udarbejdede en længere indledning, som klarlagde forholdet mellem åndslivets forskellige sider og de metoder, hvorefter de ville tilvejebringe enhed i behandlingen af hver enkelt emne til trods for den alfabetiske udstykning.
D'Alembert påtog sig den matematiske og fysiske del. Diderot overtog antikkens filosofi samt mekanikken. Og han gik praktisk til værks; han tilbragte hele dage på værkstederne, satte sig til de mindste detaljer ind i maskinernes konstruktion og virksomhed og arbejdede personlig med. Men tillige hvilede det meste af arbejdet med fordeling, indsamling og gennemlæsning på hans skuldre. I 30 år arbejdede han utrætteligt med det store apparat som værket var. Stoffet måtte sigtes, divergerende tendenser holdes borte og alt for radikale artikler beskæres og omarbejdes. Der var nok af modstandere af oplysningstidens tankegang, og for ikke at lægge sig for kraftigt ud med dem måtte han gå forsigtigt til værks.

## De første bind og modstanden mod værket
I 1751 udkom første bind af Encyklopædien, eller kritisk ordbog over videnskaber, kunster og håndværk, og andet bind fulgte kort efter. Der var ikke meget oprørskhed mod religion eller stat, som mange ellers havde ventet. De teologiske artikler var behandlet ganske nøgternt og upartisk. Men modstanderne prøvede alligevel at komme værket til livs. Jesuiter og jansenister, som ellers lå i uforsonlig strid med hinanden, enedes nu om fælles optræden mod fjenden, og da de ikke fandt noget holdepunkt for angreb i selve teksten, fandt de på den udvej at påstå at de henvisninger til senere artikler, der fandtes hist og her, var sat der for at henlede læsernes opmærksomhed på de ugudelige ting, som skulle komme i senere bind. Og det lykkedes på den konto at få den franske regering til at stoppe værket.
Encyklopædisterne vandt imidlertid den franske konge Ludvig 15.s elskerinde, hertuginden af Châteauroux, for sig, og i 1753 kom det til en ordning, så udgivelsen fortsattes under tilsyn af censorer; men Guillaume-Chrétien de Lamoignon de Malesherbes, der havde opsyn med pressen, var en frisindet mand, og han sørgede for, at denne forholdsregel ikke fik nogen praktisk betydning.

## Medarbejdere
Nu fremtrådte ordbogen med større autoritet end før, idet alle de store navne i Frankrigs og naboers åndsliv efterhånden knyttedes til den. D'Alembert havde ganske vist allerede i sin indledning kunnet opstille en ret betydelig medarbejderliste; her var folk som dr. med Louis Jean-Marie Daubenton af det kongelige Videnskabernes Selskab, professor i teologi i Paris Edme-François Mallet, grammatikeren César Chesneau Dumarsais, metafysikeren abbed Claude Yvon og mange andre lærde og fagmænd; den endnu kun lidet kendte Jean-Jacques Rousseau var også med som forfatter af artikler om musik. Chevalier de Jaucourt kom med i andet bind og blev snart Diderots højre hånd i det besværlige redaktionsarbejde. Men nu trådte også Voltaire, den mest ansete af datidens forfattere og filosoffer, ind i medarbejdernes rækker. Selv Charles-Louis de Secondat Montesquieu gav bidrag, dette skete dog først efter hans død, i form af en ufuldendt afhandling om smagen (goût) som blev redigeret ind i værket. Naturforskeren Georges-Louis Leclerc de Buffon skrev artiklen om naturen ("nature"). Historikeren og præsten Guillaume Thomas François Raynal deltog også som medarbejder. Mange andre af den filosofiske salonverdens kendte lærde tog del i oplysningsarbejdet, Paul Henri Thiry d'Holbach, Jean-François Marmontel, Charles de Brosses, Charles Pinot Duclos, nationaløkonomerne François Quesnay og Turgot osv. Blandt de allersidst indtrådte medarbejdere var den senere "revolutionens filosof" Nicolas de Condorcet; han figurer dog først i supplementsbindene.

## Voltaires idéer om Encyklopædien
Arbejdet skred nu hurtigere frem, og encyklopædisterne begyndte at blive dristigere; frisindet kritik blandede sig i de tørre referater, idet de skjulte sig rundt om i de tilsyneladende uskyldige små filologiske artikler o.l., hvor man ikke ville finde på at lede efter dem, mens f.eks. artiklerne om religiøse emner tog sig helt ortodokse ud. Det var ikke noget Voltaire var glad for, han foretrak at man lod kritikken løs også i disse artikler:
| Citat                                   | Det, man fortæller mig om de teologiske og metafysiske artikler, knuger mig om hjertet, det er meget sørgeligt at skulle sige på tryk det modsatte af, hvad man mener. | Citat |
| Brev fra Voltaire til D'Alembert, 1755. | |       |

Også til Diderot klager han: "Man er nødt til at lyve, og så bliver man endda forfulgt, fordi man ikke har løjet nok." I det hele tog Voltaire megen del i Encyklopædiens skæbne. Stadig anker han over artiklernes bredde og overflod på ord, han vil kun have "Ordenes etymologi og definition, eksempler, fornuft, klarhed og knaphed;" selv gør han sit bedste i den retning, men han har endda skrupler over, at han ikke er kort og klar nok. Voltaire skriver videre om de tanker som han har gjort sig over hvordan man skal skrive en encyklopædisk artikel, han holder ikke af de deklamationer "hvori en forfatter kun giver sine egne meninger, som der jo kan disputeres om;" ulykken er, at "man som Pascal siger, glemmer, at man jo kun er linje, og gør sig til centrum; man vover at bruge ordet "jeg" i Deres ordbog.". Men Encyklopædien skulle samtidig være et agitationsmiddel, og på de filosofiske områder vil Voltaire stadig have plads for subjektive anskuelser. Han synes at det her gælder om at slå et slag for oplysningstidens idéer, især fordi han mener tiden er gunstig: "Medens parlamenter og bisper ligger i krig, har fornuftige folk de gode kort på hånden, og De har lejlighed til at spække Encyklopædien med de sandheder, som man ikke har vovet at sige i tyve år,; når pedanterne slås, triumferer filosofferne."

## Problemerne omkring Geneve
Men Encyklopædiens modstandere enedes alligevel. Calvinisterne i Geneve blandede nu deres stemme med jansenisternes og jesuiternes. D'Alembert havde været i Geneve og talt med en hel del præster, som havde været uforsigtige nok til at lade sig forlyde med nogle temmelig uortodokse anskuelser, hvorfor d'Alembert berømmede dem i artiklen om Genève. Han skildrede dem som socinianere, der ikke troede på Kristi guddommelighed eller Helvedstraffenes evighed og som i særlig grad udmærkede sig ved tolerance. Men da præsterne læste dette blev de fortørnede og forlangte at han skulle tilbagekalde hvad han havde skrevet, hvilket han nægtede. Den franske regering dekreterede, at Encyklopædiens syvende bind, hvori den pågældende artikel stod, skulle undersøges af en kommission af teologer. D'Alembert blev træt af alle klagerne og ville trække sig fra arbejdet, han mente det var umuligt at fuldende værket "i det forbandede land, hvori vi lever", og frygtede for hvordan det skulle gå med ottende bind af værket, der skulle indeholde så ømtålelige ting som Hérésie (kætteri), Hiérarchie (hierarki), Infaillibilité (ufejlbarlighed), Jésus-Christ, Jésuites, Inquisition, Jansénistes, Intolérance osv.
Voltaire skriver til Diderot og opfordrer ham til at sende ham hans artikler tilbage fordi han vil strejke i protest mod dekretet. Han opfordrer desuden de andre medarbejdere til også at strejke. Men Diderot og de andre vil ikke strejke og Voltaire trækker sig rasende tilbage. Der går dog ikke lang tid, så genoptager han igen arbejdet med værket. D'Alembert holdt dog fast i sin beslutning om at trække sig fra arbejdet.
I 1759 fordømmer det franske parlament bogen og det kongelige privilegium tilbagekaldes. Samtidig rasede striden mellem encyklopædisterne og deres modstandere stærkere end nogensinde. En hel række af smædeskrivere udgav pamfletter og pasqviller mod værket. Særligt jesuiterne Berthier og Fréron, som hver udgav tidsskrifter. Dramatikeren Charles Palissot de Montenoy skrev dramaet Filosofferne, der ved at gøre grin med værkets medarbejdere, bl.a. Rousseau skildres som et dyr der går på alle fire, oplevede en kortvarig berømmelse. Voltaire svarede igen ved at udsende satiriske skrifter, og en anden af encyklopædiens medarbejdere abbed André Morellet gjorde ligeså. Denne sidste endda så succesfuldt at Voltaire spøgefuldt kaldte ham Mord-les (Bid dem!).

## Arbejdet færdiggøres
Arbejdet fortsattes dog stadig trods de vanskelige forhold. Ministrene Bernis og Choiseul og desuden kongens indflydelsesrige favoritelskerinde Madame de Pompadour var gunstigt stemte mod encyklopædisterne, og samme år som det gamle privilegium blev frataget dem, tilstodes der dem et nyt, dog kun for illustrationsplancherne der udkom i separate bind. Det tydede på at regeringen lukkede øjnene, og i det stille byggedes der ufortrødent videre på værket. Arbejdet var særligt hårdt for Diderot, som i d'Alembert havde mistet sin højre hånd, og til alle de øvrige problemer kom nu desuden en strid mellem Diderot og forlæggeren Lebreton, som for at drive privat spekulation havde tilladt sig at beklippe og forvanske artiklerne. Men bl.a. med opmuntring fra Voltaire holdt han ved arbejdet. Det var også gjort noget lettere ved at jesuiterordenen i 1764 var blevet fordrevet fra Frankrig, og modstanden således var blevet dæmpet en smule.
I 1766 tog encyklopædisterne mod til sig og udgav de ti sidste bind på én gang. Senere kom et supplement på fire bind, og det hele, tilligemed elleve bind plancher forelå fuldt færdig i 1780. Lebreton's og hans kollegers navne var nu forsvundet fra titelbladet, og en forlægger i Neufchâtel ved navn Fauche var trådt i stedet. Derved unddrog man sig censuren og behøvede ikke længere at "svøbe tiggerfløjl om sin gulddragt" som Voltaire udtrykte det. Artiklerne om jesuiterne og deres tidsskrift Journal de Trévoux som havde hånet dem, var nu fuld af galde, og lagde ikke fingrene imellem. Jansenisternes artikel derimod fremtræder objektiv og saglig.
Frit og uden omsvøb fremtræder oplysningstidens idéer og anskuelser i værkets sidste halvdel. Religiøs er det nærmest Voltaires forholdsvis moderate deisme, der dominerer, skønt Diderot selv og flere af de mest fremstående encyklopædister var ateister. Encyklopædiens filosofi er det 18. århundredes fornuftfilosofi, lidet dybtgående, men klar, rationel og skeptisk, skyende metafysikkens vildsomme veje og holdende sig så vidt muligt indenfor erfaringens område. I politisk henseende betragter encyklopædisterne med Rousseau staten som produkt af en samfundspagt, men hylder med Montesquieu et indskrænket monarki, der kan sikre undersåtternes personlige frihed; de hævder et folks ret til at fravriste en uduelig tyran "suverænitetens hellige depositum". Endelig finder man her fysiokraternes nye socialøkonomiske teorier om indskrænkning af alle hæmmende bånd på erhvervslivet, monopoler og privilegier, bekæmpelse af de uafhændelige kirkegodsers yderligere tilvækst og afskaffelse af vejtold.
Imidlertid gjorde enyklopædisternes venner ved hoffet deres bedste for at påvirke kongen. Voltaire fortæller den let pyntede historie om hvorledes nogle af disse venner var samlet ved kongens taffel og ledte talen ind på Encyklopædien. De sagde at de gerne gad se det værk som var så farligt at det måtte konfiskeres. Kongen sagde at han selv besad en udgave af værket men ikke havde læst i det, han bad det nu bringe ind. Her begyndte selskabet at slå op i bindene og de blev alle forundrede over mængden af nyttige informationer i dem. Uviljen mod værket tabte sig efterhånden. I udlandet blev desuden udgivet flere tryk af værket, som blev meget populære. Selve ideen bag værket blev snart taget op af andre lande og er i dag grundlæggeren af det moderne leksikon.

## Statistik
Omtrentlig størrelse af Encyclopedié:
- 17 bind med artikler, udgivet mellem 1751 – 1765
- 11 bind med illustrationer, udgivet 1762 – 1772
- 18.000 sider med tekst
- 75.000 opslag
  - 44.000 hovedartikler
  - 28.000 mindre artikler
  - 2.500 illustrations indekser
- 20.000.000 ord i alt

Udgivelsesstørrelse: 4.250 eksemplarer (selv enkeltbindsværker i 1700-tallet blev sjældent udgivet i mere end 1.500 eksemplarer).